# حارة بيت بحيث (صنعاء همدان)
حارة بيت بحيث هي إحدى حارات حي الربع بضواحي صنعاء مديرية همدان، بلغ تعداد سكانها 47 نسمة حسب تعداد اليمن لعام 2004.